# Liste der Auslandsvertretungen der Seychellen

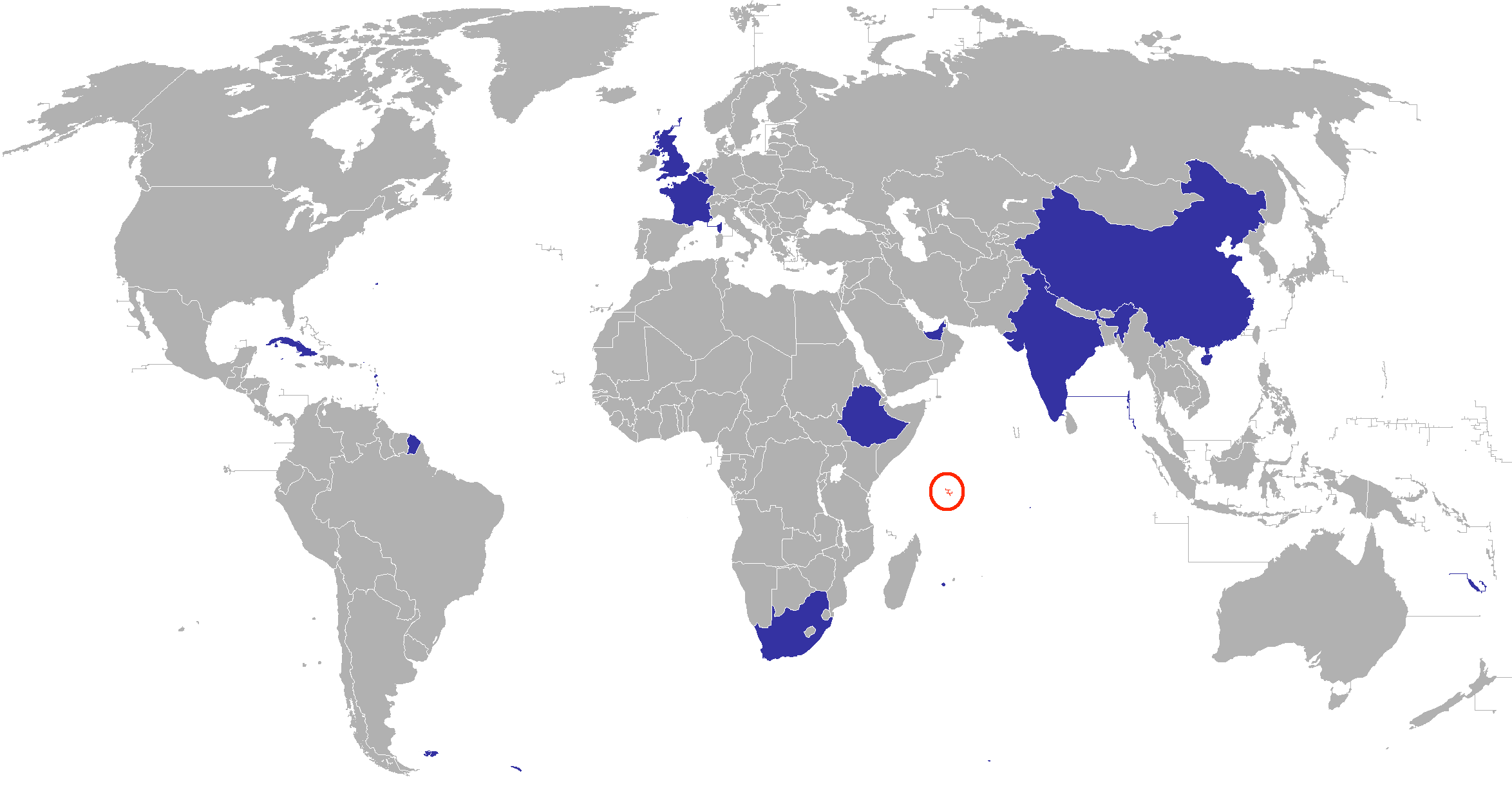
Standorte der diplomatischen Vertretungen der Seychellen

Dies ist eine Liste der diplomatischen und konsularischen Vertretungen der Seychellen.

## Diplomatische und konsularische Vertretungen

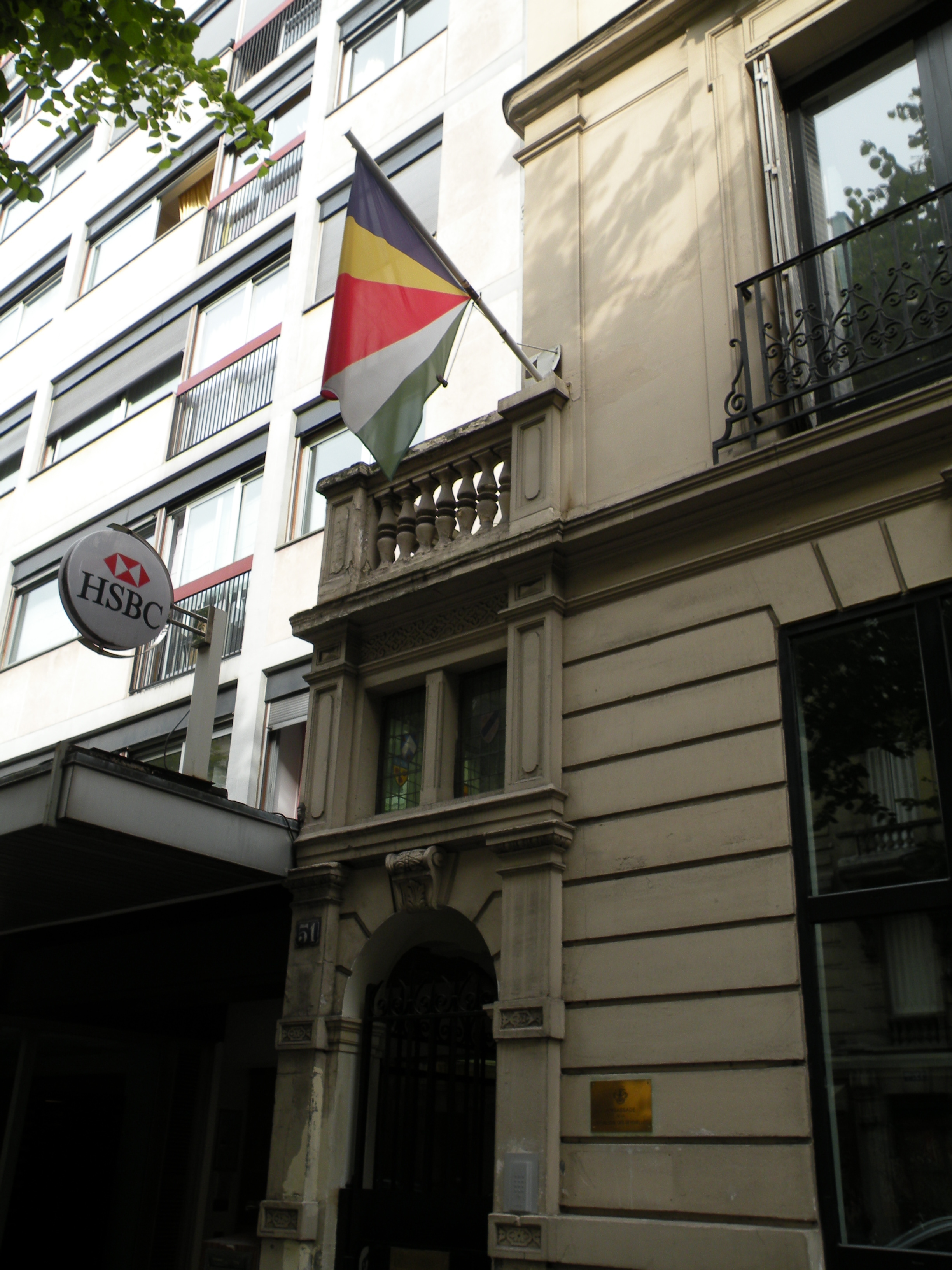
Botschaft der Seychellen in Paris

### Afrika
- Äthiopien: Addis Abeba, Botschaft
- Südafrika: Pretoria, Hohe Kommission

### Amerika
- Kuba: Havanna, Botschaft

### Asien
- Volksrepublik China: Peking, Botschaft
- Volksrepublik Cina: Shanghai, Generalkonsulat
- Indien: Delhi, Hohe Kommission
- Vereinigte Arabische Emirate: Abu Dhabi, Botschaft

### Europa
- Belgien: Brüssel, Botschaft
- Frankreich: Paris, Botschaft
- Vereinigtes Königreich: London, Hohe Kommission

## Vertretungen bei internationalen Organisationen
- Vereinte Nationen: New York, Mission
- Vereinte Nationen: Genf, Mission